# Q10
Q10 är en koefficient som beskriver hur mycket snabbare en biologisk eller kemisk process sker när temperaturen ökar 10 °C. Ett exempel är nedbrytning av organiskt material, där nedbrytningshastigheten fördubblas vid en tiogradig ökning av temperaturen.
Formeln för Q10 är:
{\displaystyle Q_{10}=\left({\frac {R_{2}}{R_{1}}}\right)^{\left({\frac {10}{T_{2}-T_{1}}}\right)}}
där
R är reaktionshastigheten
T är temperaturen i Kelvin eller grader Celsius.